# Tronstadhallet
Tronstadhallet (norwegisch) ist ein Gletscherhang im ostantarktischen Königin-Maud-Land. Er liegt zwischen dem südlichen Teil der Schirmacher-Oase und den Lingetoppane im östlichen Teil des Fimbulheimen.
Wissenschaftler des Norwegischen Polarinstituts benannten ihn nach dem norwegischen Chemiker Leif Tronstad (1903–1945), der maßgeblich an der Schwerwasser-Sabotage im norwegischen Widerstand gegen die deutsche Besetzung Norwegens im Zweiten Weltkrieg beteiligt war.